# Дикс, Нейтан
Нейтан Дуглас Дикс (англ. Nathan Douglas Deakes; род. 17 августа 1977, Джелонг, Виктория) — австралийский легкоатлет, специалист по спортивной ходьбе. Выступал на профессиональном уровне в 1996—2012 годах, обладатель бронзовой медали летних Олимпийских игр в Афинах, чемпион мира, победитель Игр доброй воли, четырёхкратный чемпион Игр Содружества, многократный чемпион Австралии, бывший рекордсмен мира на дистанции 50 км.

## Биография
Нейтан Дикс родился 17 августа 1977 года в городе Джелонг штата Виктория.
Первого серьёзного успеха в лёгкой атлетике на международном уровне добился в сезоне 1996 года, когда вошёл в состав австралийской сборной и выступил на домашнем юниорском мировом первенстве в Сиднее, где в зачёте ходьбы на 10 000 метров выиграл бронзовую медаль.
В 1998 году в ходьбе на 20 км стал бронзовым призёром на Играх Содружества в Куала-Лумпуре.
В 1999 году в 20-километровой дисциплине финишировал седьмым на чемпионате мира в Севилье.
Благодаря череде успешных выступлений в 2000 году удостоился права защищать честь страны на домашних летних Олимпийских играх в Сиднее — на дистанциях 20 и 50 км пришёл к финишу восьмым и шестым соответственно.
В 2001 году на чемпионате мира в Эдмонтоне стал четвёртым в дисциплине 20 км, тогда как в дисциплине 50 км был дисквалифицирован за нарушение техники ходьбы. Позднее также одержал победу в ходьбе на 20 000 метров на Играх доброй воли в Брисбене.
На Играх Содружества 2002 года в Манчестере выиграл обе свои дистанции: 20 и 50 км.
В 2004 году финишировал третьим на Кубке мира в Наумбурге. Принимал участие в Олимпийских играх в Афинах — в дисциплине 20 км завоевал бронзовую награду, уступив только итальянцу Ивано Бруньетти и испанцу Франсиско Хавьеру Фернандесу, в то время как в дисциплине 50 км получил дисквалификацию.
В апреле 2005 года на соревнованиях в китайском Цыси превзошёл всех соперников в ходьбе на 20 км, установив при этом ныне действующий рекорд Австралии и Океании — 1:17:33.
В 2006 году выиграл 20 и 50 км на Играх Содружества в Мельбурне, стал пятым в личном зачёте 20 км на Кубке мира в Ла-Корунье — тем самым помог соотечественникам стать серебряными призёрами командного зачёта. На чемпионате Австралии по ходьбе на 50 км в Джелонге установил мировой рекорд — 3:35:47.
В 2007 году в ходьбе на 50 км одержал победу на чемпионате мира в Осаке. За это выдающееся достижение по итогам сезона был признан лучшим спортсменом Австралии (наравне в с велогонщицей Анной Мирс).
Сезоны 2008 и 2009 годов вынужден был пропустить из-за травмы сухожилия задней поверхности бедра, перенёс операцию и долго восстанавливался. Мировой рекорд тем временем превзошёл россиянин Денис Нижегородов, при всём при том показанный Диксом результат до настоящего времени остаётся действующим рекордом Австралии и Океании.
В 2011 году Нейтан Дикс вернулся в основной состав австралийской сборной и выступил на нескольких крупных стартах, в том числе на чемпионате мира в Тэгу, где сошёл с дистанции в 50 км.
В 2012 году прошёл отбор на Олимпийские игры в Лондоне — в программе 50 км показал время 3:48:45, расположившись в итоговом протоколе соревнований на 19-й строке. После лондонской Олимпиады завершил спортивную карьеру.